# Würmlach
Würmlach (in sloveno Bumlje) è una frazione (comune catastale) del comune austriaco di Kötschach-Mauthen, nel distretto di Hermagor, in Carinzia. Si trova ad un'altitudine di 697 m s.l.m., nella Alta Gailtal. L'insediamento, che si trova sulla sponda opposta del torrente Gail rispetto al capoluogo Kötschach-Mauthen, conta circa 300 abitanti.

## Storia
A partire dal 1300 circa da Würmlach e da altri luoghi della Carinzia si verificò un'emigrazione verso Timau (in tedesco Tischlbong) grazie alla scoperta di giacimenti di argento, tant'è che una buona parte degli abitanti di Timau e una parte di quelli di Paluzza discende dai progenitori giunti da Würmlach e Kötschach-Mauthen.

## Monumenti e luoghi d'interesse
Il paese viene citato per la prima volta in un documento del 1374. Sulla strada principale ed attorno alla piazza in cui si trovano alcuni monumenti: 
- Chiesa parrocchiale in stile tardo gotico.
- Castel Weildegg, castello del XVI secolo edificato su fortificazioni preesistenti documentate dal 1264.
- Maniero dal 1630 alla metà del XVIII secolo fu di proprietà della famiglia del pittore Josef Ferdinand Fromiller, autore della Wappensaal al Landhaus di Klagenfurt. A Würmlach si trova una stazione di controllo dell'oleodotto Adria-Wien da Trieste a Vienna.